# باربوسا ليما سوبرينهو
باربوسا ليما سوبرينهو (22 يناير 1897 - 16 يوليو 2000) محامي وكاتب ومؤرخ وكاتب مقالات وصحفي وسياسي برازيلي.
ولد سوبرينهو في ريسيفي في 22 يناير 1897. في عام 1917 تخرج في القانون والعلوم الاجتماعية في ريسيفي. في عام 1926 نشر كتابه الأول وانتخب رئيسًا لجمعية الصحافة البرازيلية. كان عضوًا في الأكاديمية البرازيلية للآداب منذ عام 1937، وفي نهاية التسعينيات ظهر في موسوعة غينيس للأرقام القياسية كأقدم صحفي نشط في العالم. ألف أكثر من 70 كتابًا. وتوفي عام 2000 عن عمر يناهز 103 عامًا.